# Ollam Fodla
Ollam Fodla („Uczony Fodly”), właśc. Eochaid Ollam Fodla – legendarny zwierzchni król Irlandii z dynastii Milezjan (linia Íra, syna Mileda) w latach 714–674 p.n.e. Syn Fiachy II Finscothacha, zwierzchniego króla Irlandii.
Eochaid było jego właściwym imieniem. Nazwał się Ollamem Fodlą, ponieważ był uczonym (ollamh) Fodly. Od jego imienia „Ollam” nazwano region Ulaid, który oznacza „wielka strona z nich” lub „wielka strona”. Według Roczników Czterech Mistrzów został on władcą po pokonaniu i zabiciu arcykróla Faildergdoida. W ten sposób zemścił się za śmierć swego ojca z ręki Muinemona, ojca Faildergdoida. Miał ustanowić Feis Teamhrach (łac. Termorensia Comitia) lub Zgromadzenie Tary. Co trzy lata możnowładcy, uczeni i dowódcy wojskowi Irlandii mieli się zbierać się na czas Samhain, by przejrzeć i wznawiać prawa oraz zatwierdzać kroniki i zapisy. Ollam Fodla wyznaczył wodza nad każdym dystryktem obejmującym sto wsi lub baronią zawierającą sto dwadzieścia domostw ziemskich oraz brughaidha („gospodarz”) nad każdym okręgiem ziemskim, zawierającym cztery domostwa lub czterysta osiemdziesiąt dużych iryjskich akrów ziemi. Zbudował budowlę w Tarze, zwaną Mur-Ollamhan lub „Wał Uczonego”. Po czterdziestu latach panowania zmarł śmiercią naturalną w Tarze, w „Wale Uczonego”. Jego następcą został starszy syn Finnachta I.

## Potomstwo
Ollam Fodla pozostawił po sobie czterech synów:
- Finnachta I, przyszły zwierzchni król Irlandii
- Slanoll, przyszły zwierzchni król Irlandii
- Gede Ollgothach, przyszły zwierzchni król Irlandii
- Cairpre, miał syna:
  - Labraid Conlbelg, miał syna:
    - Blatha (Bratha), miał syna:
      - Finn mac Blatha, przyszły zwierzchni król Irlandii